# Alexander Maniatis
Alexander Maniatis (Pretoria, 27 de diciembre de 1985) es un actor de televisión, director y productor sudafricano. Interpretó a Klahadore en la serie One Piece (2023).

## Biografía
Alex nació y creció en Pretoria, Sudáfrica. Estudió arte dramático en la Tshwane University of Technology en Pretoria. También hizo varios cursos de diseño gráfico, edición y creación de video y fotografía. Trabajó como actor local en 2007 y desde entonces apareció en varias series de televisión en Sudáfrica. También compositor de bandas sonoras originales y autor de canciones. Ha trabajado con artistas de la talla de Karen Zoid.

## Filmografía
| Año  | Título                 | Rol                | Notas |
| ---- | ---------------------- | ------------------ | ----- |
| 2013 | Die Boland Moorde      | Bruwer             |       |
| 2016 | The Young Pope         | Reportero en avión |       |
| 2018 | Ice                    | Dimitri            |       |
| 2019 | 7de Laan               | Clinton Cilliers   |       |
| 2020 | Sara se Geheim         | Simon              |       |
| 2020 | Arendsvlei             | Adrian             |       |
| 2020 | Projek Dina            | Jarred Jonker      |       |
| 2020 | Warrior                | Rough Cop          |       |
| 2021 | Asseblief & Dankie     | Ryno               |       |
| 2021 | Love, Lies and Hybrids | Daniel             |       |
| 2023 | One Piece              | Klahadore          |       |